# Ивањска ноћ
„Ивањска ноћ” је југословенски и хрватски ТВ филм из 1979. године. Режирао га је Дражен Пишкорић који је написао и сценарио по делу Милана Беговића.

## Улоге
| Глумац             | Улога          |
| ------------------ | -------------- |
| Ружица Ђамић       | Стане Биучић   |
| Миљенко Брлечић    | Дука Малавић   |
| Звонимир Торјанац  | Тонко Малавић  |
| Бисерка Алибеговић | Дукина мајка   |
| Зденка Анушић      | Гардеробијерка |
| Мира Босанац       | Конобарица     |
| Мирела Брекало     | Зорка          |
| Петар Бунтић       |                |
| Ивона Грунбаум     |                |
| Зденко Јелчић      | Сеоски момак   |

Остале улоге  ▼
| Глумац            | Улога                       |
| ----------------- | --------------------------- |
| Вида Јерман       | Алма де ла Кроче / глумица  |
| Бранко Кубик      | Станин отац                 |
| Фрањо Мајетић     | Одвјетник / Ангело          |
| Владимир Облешчук |                             |
| Нико Павловић     | Сеоски момак                |
| Олга Пивац        |                             |
| Ђуро Утјешановић  | Аћим                        |
| Перо Врца         | Власник циглане / Иво Тошић |
| Бранко Жеравица   |                             |